# Antonio Mercurio
Antonio Mercurio (Messina, 8 novembre 1930 – Ciampino, 6 dicembre 2022) è stato un antropologo, filosofo e teologo italiano.

## Biografia
Studiò a Messina, a Bruxelles e a Parigi e conseguì le lauree in Lettere Classiche, in Filosofia e in Teologia. 
Fu il primo, in Italia e in Europa, a creare un istituto di antropologia e di psicoterapia di tipo universitario, con lezioni, seminari, tirocini e tesine di ricerca, nel 1970 a Roma (I.P.A.).
Nel 1978 unificò gli istituti sorti in Italia (Firenze, Cosenza, Catanzaro, Taranto, Ascoli Piceno, Bologna, Prato, Pescara, Catania, Albano, Bari, Milano, Bolzano e Trento) ed in Europa (Ginevra, Bruxelles, Parigi, Grenoble e Marsiglia) nella Sophia University of Rome(S.U.R.), e nello stesso anno scrisse "Lettera agli uomini" pubblicata nella rivista "Persona" (ed. S.U.R.) che diventò il manifesto della Sophia University of Rome. Sempre nel 1978 fondò a Ginevra l'I.S.A. (Institut de Sophia-Analyse de Genève). Nel 1980 a Bruxelles creò l'I.S.A.B. (Institut de Sophia-Analyse de Bruxelles) e nel 1984 a Parigi l'I.S.A.P. (Institut de Sophia-Analyse de Paris)  nonché, unitamente ai suoi collaboratori, diversi Istituti di Psicoterapia Analitica Esistenziale e Istituti di Antropologia Personalistica Esistenziale (IAPE) in Italia e vari Dipartimenti (Pedagogia sophianalitica e sophiartistica, Antropologia Prenatale, Ricerca e Studi sulla Coppia, Psicodramma sophianalitico). Gli Istituti di Psicoterapia Analitica aderenti alla Sophia University of Rome si inseriscono nel filone della Psicoterapia Esistenziale che fa riferimento a L. Binswanger e A. Maslow.
Nel 1970 creò l'Antropologia Personalistica Esistenziale, espressione della sua opera e del suo pensiero; e successivamente la Sophia-Analisi, corrente psicoterapeutica riconosciuta nel 1996 dall'E.A.P. di Vienna (European Association for Psychotherapy), dalla P.P.L. di Mosca (Russian Professional Psichotherapy League) e dalla A.F.P. (Federazione Asiatica di Psicoterapia). La Sophia-Analisi prende origine dalla Psicoanalisi ed integra le dimensioni esistenziali, filosofiche ed atropologiche; fa riferimento ai concetti della scuola inglese di psicoanalisi (English School of Psychoanalysis).
Nel 1985 creò la Sophia-Art e per ultimo nel 1995 la Cosmo-Art. Fu il primo in Italia a organizzare congressi internazionali e seminari sulla vita prenatale. I suoi libri sono utilizzati nelle scuole di rebirthing nella formazione sulla psicologia prenatale e perinatale. 
Creò le Olimpiadi e le Ulissiadi della S.U.R.
Pubblicò numerosi libri e fondò due riviste: Persona e Quaderni di Psicoterapia Analitica Esistenziale. Organizzò numerosi congressi di psicoterapia e di antropologia in ambito nazionale ed internazionale.

## Opere
- Amore e Persona (Presupposti psicoanalitici ed esistenziali della coppia), 1976
- Teoria della Persona e Metapsicologia Personalistica, 1978
- Amore, Libertà e Colpa - Psicoanalisi e Cristianesimo a confronto, 1980
- La vie comme oeuvre d'art, 1988
- Antropologia Esistenziale - Metapsicologia Personalistica, 1991
- Teoria dell'inconscio esistenziale, 1995
- Le Leggi della vita, 1995
- La vita come opera d'arte e la vita come dono (spiegata in 41 film), 1995
- Gli Ulissidi (Il teorema e il mito per navigare da un universo all'altro), 1997
- La Sophianalisi e l'Edipo, 2000
- La nascita della Cosmo-Art, 2001
- Teoremi e Assiomi della Cosmo-Art, 2004
- Il mito di Ulisse e la bellezza seconda, 2005
- I Laboratori corali della cosmo-art, 2006
- Ipotesi su Ulisse, 2007
- La Sophia-Analisi e il principio della gioia, 2011
- Proposta per un Patto Cosmoartistico per la Bellezza 2012